# Unicornio (álbum)
Unicornio es el quinto álbum del cantautor cubano Silvio Rodríguez, publicado en 1982, dos años después de su anterior trabajo, Rabo de nube y que incluye su conocido tema Unicornio, en el que aparece acompañado de una orquesta con profusión de instrumentos de cuerda, en contraste con sus álbumes anteriores, en que aparecía solo o con escaso acompañamiento. En este mismo álbum, Rodríguez incluye uno de sus temas importantes, Canción urgente para Nicaragua, un tema que pretendía rendir homenaje a la Revolución Sandinista y que valió para que Silvio Rodríguez aumentara su popularidad, principalmente en los países de América Latina.

## Lista de canciones
Todas las canciones escritas y compuestas por Silvio Rodríguez. 
| Side A |                         |          |  |
| N.º    | Título                  | Duración |  |
| 1.     | «Por quien merece amor» | 6:12     |  |
| 2.     | «La gaviota»            | 4:45     |  |
| 3.     | «Son desangrado»        | 5:05     |  |
| 4.     | «Pioneros»              | 2:04     |  |
| 5.     | «Hoy mi deber»          | 3:09     |  |

Todas las canciones escritas y compuestas por Silvio Rodríguez. 
| Side B |                                  |          |  |
| N.º    | Título                           | Duración |  |
| 6.     | «La primera mentira»             | 3:28     |  |
| 7.     | «Canción urgente para Nicaragua» | 3:00     |  |
| 8.     | «El sol no da de beber»          | 6:00     |  |
| 9.     | «La maza»                        | 5:51     |  |
| 10.    | «Unicornio»                      | 5:09     |  |

## Noticia (tal como viene en la contraportada del LP)
La canción con que quisimos comenzar el mensaje de este disco fue compuesta a finales de 1981, cuando el gobierno de los Estados Unidos comenzó a realizar amenazadoras maniobras navales alrededor de Cuba. El pretexto de entonces era impedir un supuesto apoyo material de nuestro pueblo a la lucha de liberación de El Salvador, y en general de a la sufrida Centroamérica. En el hipotético caso de que nuestra solidaridad hubiese sido cierta ¿cabría explicar el sentimiento que la alentaba?. De cualquier forma POR QUIEN MERECE AMOR intente eso.

El tema que concluye este trabajo me ha proporcionado, en este último año, un buen montón de placeres y sorpresas. Doquiera lo mostré desencadenó un furibundo afán de hacerme saber dónde se hallaba mi unicornio perdido. Comenzaron a llegar cartas, cables y mensajes; aparecieron fotografías, libros, pegatinas, postales y dibujos de toda variedad de unicornios. Incluso recibí noticias hasta de dónde sé que jamás iría a pastar no sólo el mío sino cualquier otro. Es extraño, pero alguna gente ve cosas donde no las hay, o lo que es peor: no pueden ver las cosas que ciertamente existen.

A propósito quiero acusar públicamente el recibo de una noticia sumamente legítima. Todo empezó por un amigo muy querido que tuve, un salvadoreño llamado Roque Dalton, quien además de haber sido un magnífico poeta fue un gran revolucionario, compromiso que le hizo perder la vida cuando era combatiente clandestino. El caso es que Roque tuvo varios hijos; entre ellos Roquito -el que hace tiempo se encuentra prisionero y del que no se sabe suerte-, y Juan José, que jovencito y delgado como es fue guerrillero, herido y capturado y torturado. A este último fue a quien encontré hace poco y me contó que allá, en las montañas de El Salvador, andando con la aguerrida tropa de los humildes, trotaba un caballito azul con un cuerno.

Quiero agradecer la ternura, el sostén y la esperanza de todos los que, en los últimos tiempos, han procurado ayudarme en la búsqueda de lo extraviado. Pero ahora les anuncio que casi casi estoy tranquilo, y que, si lo desean, ya pueden parar de enviar noticias. Porque al fin sé en qué parajes pasta mi unicornio, y porque en prados semejantes ningún amor está perdido.

La Habana, abril de 1982.

## Músicos
- Piano y Teclados – José María Vitier, Frank Fernández, Hilario Durán Torres
- Bajo – Jorge Reyes Hernández
- Batería – Bernardo García Carrera
- Ritmo – Reinaldo Valera del Monte, Francisco Amat, Héctor Arcos Huergo
- Guitarra – Ahmed Barroso Jorajuría, Osear A. Hernández Rodríguez
- Flauta – José L. Cortés González
- Flauta (Saxo) – Germán Velasco Urdeliz
- Oboe – Antonio Sánchez Hernández
- Clarinete – Rafael Inciarte Rodríguez
- Fagot – Héctor Manresa Gómez
- Trompa – Moisés Hernández Doménico, Francisco Santiago Novo, Darío Morgan González
- Trompeta – Armando Galán Alfonso, Andrés Castro
- Trombón – Antonio Leal Rodríguez, Demetrio Muniz Lavalle
- Violín – Lino Alemán Arvelo, Jesús Ordóñez Enríquez, Norberto Rodríguez de Castro, Humberto Benítez Sarduy, Pablo Mesa Suárez, José Ferrer Sosa, Luis Barrera Fernández, Nydia Mieses López, Ana Martínez de la Junquera, Taras Domitrov García, Pedro Cartas Martín, Juan Corrales Subida, Andrés Collazo Rodríguez, Frank Arias Ramírez, Marta Duarte Mustelier, Rafael Machado Ruiz, Daqoberto González Hernández, Lázaro González Sibone, Rosa M. Estrada Nogueiras, Armando Toledo Cisneros, Heriberto Fonseca Ribesco, Guillermo Gutiérrez Consuegra
- Viola – Mará L. Juan Carvajal, Rafael Cutiño, Roberto Herrera Díaz, Alina Neira Betancourt, José M. Fernández Rosado
- Chelo – Roberto Rodríguez Gómez, Juan Elósegui Pérez, Víctor M. Puentes Fiffe, Osvaldo Cañí zares Cabrera, Jorge S. Suárez Trueba, Miguel Reina de la Torre, Alberto Alen Pérez, Rodolfo Navarro Fernández
- Contrabajo – Iván Valiente Valdés
- Trío – Isidro Pérez Pérez, Osear A. Hernández Rodríguez, Waldo Domínguez Santiago.

## Créditos
- Orquesta: EGREM
- Dirección: Hilario Duran (A-1, A-3, B-1), Frank Fernández (A-5, B-3, B-4), José María Vitier (B-2, B-5)
- Orquestación: Hilario Duran (A-1, A-3, B-1), Frank Fernández (A-5, B-3, B-4), José María Vitier (B-2, B-5).
- Productor: Silvio Rodríguez
- Técnico de Grabación: Jerzy Belc
- Realizado en los Estudios de Grabaciones EGREM. Ciudad de La Habana, 1982.